# Parroquia Elías Sánchez Rubio
La Parroquia Elías Sánchez Rubio es el nombre que recibe una de las 4 divisiones administrativas que conforman el municipio Guajira (Guajira Venezolana) al norte del Estado Zulia, en el país sudamericano de Venezuela.

## Historia
Formó parte de la Gobernación española de Coquibacoa desde 1501, y ya con una Venezuela independiente del Territorio Federal Guajira entre 1864 y 1893 y parte del llamado Distrito Páez entre 1880 y 1989. Desde 1999 el idioma local Wayu o Guajiro adquirió estatus de lengua oficial en todo el municipio junto con el castellano, por lo que es común encontrar señales bilingües en su territorio. En el 2010 por referéndum el municipio recuperó el nombre de Guajira, manteniendo la parroquia su mismo territorio y denominación.

## Geografía
Recibe su nombre por el poeta Zuliano Elías Sánchez Rubio que falleció en 1927. Posee una superficie estimada en 49.900 hectáreas o 499 kilómetros cuadrados, Limita al norte con la República de Colombia y la Parroquia Guajira, al este con la Parroquia Sinamaica, al sur con el Municipio Mara, y al oeste una vez con Colombia. La parroquia se puede dividir en 2 áreas bien diferenciadas, un sector montañoso poco poblado cerca de la frontera y un sector donde se concentra la mayoría de los habitantes con terrenos más planos. La parroquia no tiene acceso al mar siendo la única de las 4 parroquias de La Guajira Venezolana con esa condición.

## Localidades
- El Escondido
- Puerto Rosa
- Camama
- La Esperanza
- Los Frailes
- El Cerro
- El Tastu
- Trancador
- El Descanso
- El Molinete (Capital)
- Cañaguate